# Hypalometra defecta
Hypalometra defecta är en sjöliljeart. Hypalometra defecta ingår i släktet Hypalometra och familjen fjäderhårstjärnor. Inga underarter finns listade i Catalogue of Life.